# Propen
Propen, znan tudi kot propilen in metiletilen, je nenasičen ogljikovodik s kemijsko formulo C3H6. V molekuli ima eno dvojno vez, zato spada v razred alkenov.

## Lastnosti
Pri sobni temperaturi in atmosferskem tlaku je brezbarven  plin s šibkim, vendar neprijetnim vonjem. Je bolj hlapen kot propan in ima zato nižje vrelišče. Ker molekula ne vsebuje nobene zelo polarne vezi in ima zmanjšano simetrijo (točkovna skupina C5), ima majhen dipolni moment.
Propen ima enako empirično formulo kot ciklopropan, vendar se od njega razlikuje po strukturi vezi. Spojini sta torej strukturna izomera.

## Nahajališča
Propen se v naravi pojavlja kot stranski proizvod vegetacije in fermentacijskih procesov. Vesoljsko plovilo Cassini je s spektroskopijo odkrilo sledove propena tudi v nižjih plasteh ozračja Saturnove lune Titan. 

## Proizvodnja
Propen se proizvaja iz fosilnih goriv: nafte, zemeljskega plina in mnogo manj iz premoga. Je tudi stranski proizvod rafinerij nafte in obdelave zemeljskega plina. V rafinerijah nafte nastajajo eten, propen in druge nizkomolekularne spojine s krekiranjem višjih ogljikovodikov, ki so tržno manj zanimivi. Glavni vir propena je ravno krekiranje nafte. Od drugih pruduktov krekiranja se loči s frakcionirno destilacijo. Rafinerijski propen vsebuje od 50 do 70 % propena.
Prehod na lažji način krekiranja z vodno paro z relativno nižjimi donosi propena in zmanjšanje potrebe po bencinu v nekaterih področjih so ustvarili neravnovesje med ponudbo in povpraševanjem po propenu, zato so postajajo vedno bolj pomembni  namenski proizvodni postopki. Med namenske proizvodne postopke propena spadajo:
Metateza olefinov, znana tudi kot disproporcionacija, je reverzibilna reakcija med etenom in buteni, v kateri se prekinejo dvojne vezi in se nato preuredijo v propen:
CH2=CH2 + CH2=CH−CH2−CH3  →  2 CH2=CH−CH3
Izkoristek je približno 90 masnih %. Postopek lahko poteka tudi brez butena. V tem primeru se pred tem del etena v posebnem reaktorju dimerizira v buten:
2 CH2=CH2  →  CH2=CH−H2−CH3
Dehidrogeniranje propana
CH3−CH2−CH3  →  CH2=CH−CH3 + H2
v katerem nastaja kot stranski produkt vodik. Izkoristek je približno 85 masnih %. Stranski produkti, v katerih prevladuje vodik, se porabijo kot gorivo za nadaljevanje procesa, razen v primerih, ko je tržno zanimiv tudi vodik. Postopek je priljubljen predvsem na Srednjem vzhodu, kjer je na razpolago veliko propana, ki nastaja kot stranski produkt pridobivanja nafte in naftnega plina. V zadnjem času so razvili pet novih tehnologij za sintezo propena, ki se razlikujejo po katalizatorjih, zasnovah reaktorjev in strategijah, ki dajejo večje izkoristke.
Iz sinteznega plina, ki je zmes vodika, ogljikovega monoksida in pogosto nekaj ogljikovega dioksida, se lahko sintetizira metanol, iz njega pa eten in/ali propen. Stranski produkt procesa je voda. Sintezni plin se proizvaja z reformiranjem zemeljskega plina ali s parnim reformiranjem naftnih derivatov, na primer nafte, ali z uplinjenjem premoga.
S katalitskim krekiranjem pri zaostrenih pogojih, se pravi pri večjem razmerju katalizator:olje, večjimi hitrostmi vpihavanja pare, višjih temperaturah itd.) se poveča vsebnost propena in drugih lahkih produktov. Kot surovina se običajno uporabljajo težji ogljikovodiki, se pravi olja in rafinerijski ostanki. Produkt vsebuje 20-25 masnih % propena, veliko motornega bencina in drugih stranskih produktov.
Za krekiranje olefinov obstaja široka paleta tehnologij, ki katalitsko pretvorijo olefine s C4 do C8 v produkt, v katerem prevladuje propen in majhne količine etena.
Proizvodnja propena v Evropi in Severni Ameriki se je v letih 2000-2008  ustalila pri približno 35 milijovov ton, v Aziji, predvsem v Singapuru in na Kitajskem, pa e vedno raste. V svetovnem merilu je trenutno razmerje med propenom in etenom približno 1:2.

## Uporaba
Propen je za etenom druga najpomembnejša surovina v petrokemijski industriji, iz katerega se proizvajajo številni proizvodi. Skoraj dve tretjini se ga predela v polipropilen, ki je surovina za proizvodnjo folij, embalaže, pokrovčkov in druge proizvode. Leta 2008 je svetovna trgovina s propenom dosegla vrednost preko 90 milijard dolarjev.
Propen in benzen se po kumenskem postopku pretvorita v aceton in fenol. Uporablja se tudi za proizvodnjo izopropanola (propan-2-ol), akrilonitrila, propilen oksida (epoksipropan) in epiklorohidrina.

## Reakcije
Propen se obnaša podobno kot drugi alkeni. Adicijske reakcije potekajo že pri sobni temperaturi. Vzrok za to je relativno šibka dvojna vez, ki je šibkejša od dveh enojnih vezi. Za propen značilne reakcije so polimerizacija, oksidacija, halogeniranje in hidrohalogeniranje, alkilacija, hidratacija, oligomerizacija in hidroformiliranje.
V reakciji z N-bromosukcinimidom (NBS) tvori 2-bromopropen (CH2=CBr−CH3). Uporaba NBS namesto bromovodikove kisline omogoča substitucijo vodikovega atoma na ogljiku ob dvojni vezi namesto adicije vodika in broma na dvojno vez, ki poteka pri hidrohalogeniranju.

## Vpliv na okolje
Propen nastaja v naravi z vegetacijo, predvsem nekaterih drevesnih vrst. Pojavlja se tudi v gozdnih požarih, cigaretnem dimu, izpušnih plinih motorjev z notranjim zgorevanjem in letalskih motorjev in kot nečistoča v nekaterih plinih za ogrevanje. Koncentracije propena v podeželskem zraku so v območju 0,1-4,8 ppb (delov na milijardo), v mestnem 4-10,5 ppb in v vzorcih industrijskega zraka 7-260 ppb.
Maksimalna dovoljena koncentracija (MDK) propena v zraku, za katero se domneva, da pri osem urni izpostavljenosti dnevno nima vpliva na zdravje delavca, je 500 ppm. Propen se uvršča med hlapne organske spojine in nevarne onesnaževalce zraka. Zaradi kratkega razpolovnega časa je njegovo kopičenje malo verjetno.
Pri vdihavanju ima majhno akutno toksičnost. Vdihavanje ima lahko anestetske učinke in pri visokih koncentracijah povzroči nezavest. Meja zadušitve za človeka je približno desetkrat višja (23 %) od spodnje meje vnetljivosti.

## Ravnanje
Propan se običajno shranjuje v tekočem stanju pod tlakom ali v plinastem stanju pri sobni temperaturi v preskušenih in odobrenih tlačnih posodah. Ker je hlapen in vnetljiv, se mora z njim temu primerno ravnati.  Med nalaganjem, razlaganjem, priklapljanjem in odklapljanjem morajo biti izklopljene vse naprave, ki bi lahko povzročile vžig. 

## Vpliv na zdravje
Propen deluje na osrednji živčni sistem kot depresant, zato lahko prekomerna izpostavljenost povzroči  sprostitev in izgubo spomina, ki se nadaljuje z nezavestjo in celo smrtjo. Mehanizem je enak kot pri prevelikem odmerku benzodiazepina. Namerno vdihavanje lahko povzroči smrt zaradi zadušitve.